# Sommersprossen
Sommersprossen oder Epheliden  (von altgriechisch ἔφηλις Ephelis, Plural Ephelides von ἐπί epi, deutsch ‚bei‘ und ἥλιος hēlios, deutsch ‚Sonne‘, auch Sommerflecken, auch Lentigines (aestivae), in Österreich auch Gugerschecken/Gugaschecken oder Guckerschecken, in der Schweiz auch Märzen- oder Laubflecken) sind kleine gelbliche und bräunliche Flecken auf der Haut, die besonders bei Menschen mit blonden und rötlichen Haaren und sehr hellem Teint auftreten.
Es handelt sich dabei um Pigmentablagerungen, die vor allem in der dem Sonnenlicht ausgesetzten Haut, also meist im Sommer, entstehen. Bei manchen Menschen verblassen sie im Winter oder verschwinden gänzlich.

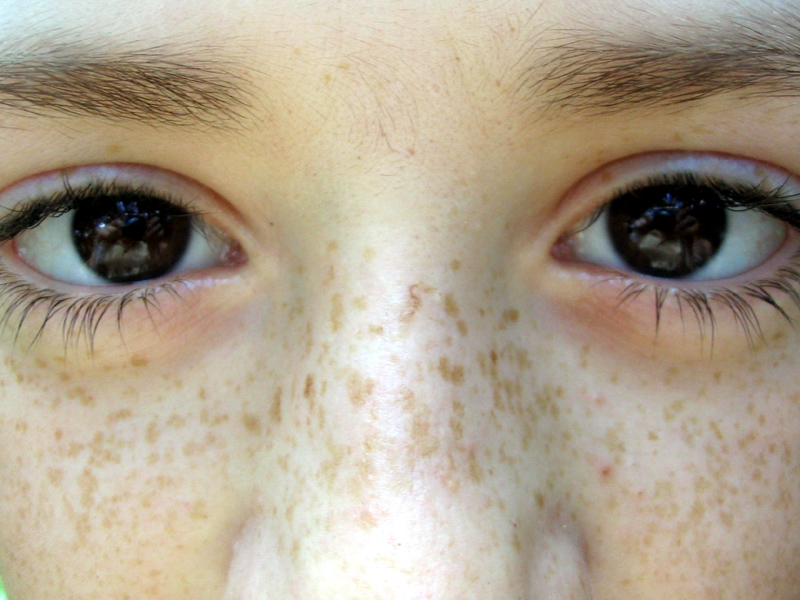
Sommersprossen im Gesicht

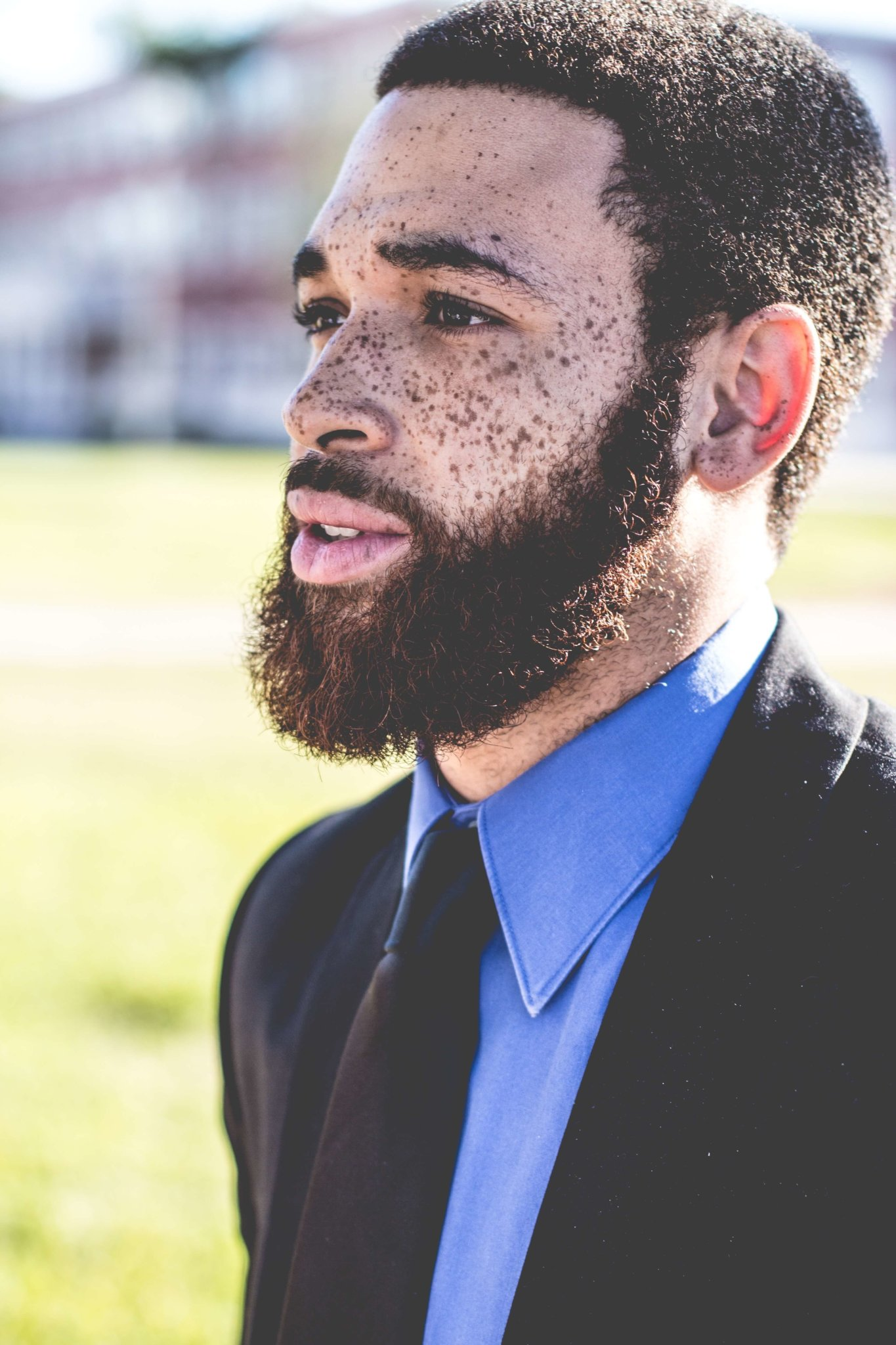
Mann mit Sommersprossen

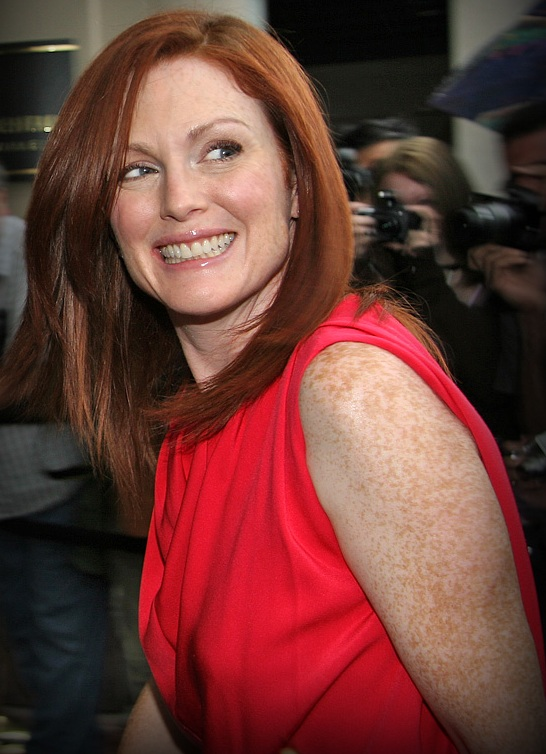

Sommersprossen entstehen durch Melanozyten, die vermehrt Melanin produzieren (Hyperpigmentierung). Dieses Melanin wird in den umliegenden Keratinozyten für einige Zeit gespeichert. Im Gegensatz zu Leberflecken kommt es bei Sommersprossen nicht zu einer lokalen Vermehrung der Melanozyten.
Sommersprossen sind eine Normvariante. Sie entstehen wahrscheinlich durch angeborene Genvarianten im Melanocortin-1-Rezeptor, der auch für Haut- und Haarfarbe verantwortlich gemacht wird. Da vor allem helle Haut- und Haartypen betroffen sind, besteht für Sommersprossenträger oft eine besondere medizinische Empfehlung zum Sonnenschutz und zur Sonnenvermeidung.
Sommersprossen können selten auch, meist in Kombination mit anderen Hautveränderungen, Symptom einer Systemerkrankung sein, des NAME-Syndroms.

## Rezeption
Die Rezeption von Sommersprossen in der Gesellschaft als mehr oder weniger attraktives Attribut durchlief zahlreiche Wechsel in der Mode. Während der edwardischen und viktorianischen Epoche galt insbesondere bei Briten und Amerikanern der Ostküste ein makellos blasses Gesicht als Inbegriff weiblicher Schönheit; Sommersprossen, die mit frischer Luft und Sonne assoziiert wurden, sollten den im Freien Arbeitenden vorbehalten bleiben. Entsprechend derb klangen Werbungen um 1900, die Medikamente anpriesen, „um diese hässliche Maske“ zu entfernen:

„Sommersprossen-Gesicht: Sonne und Wind bringen die hässlichen Flecken zum Vorschein. Wie man sie leicht entfernt. – Hier haben Sie Gelegenheit, Fräulein Sommersprossen-Gesicht, eine Abhilfe für Ihre Sommersprossen auszuprobieren, mit der Garantie, dass sie Sie keinen Penny kosten wird, wenn Ihre Sommersprossen nicht weggehen. Kaufen Sie einfach eine Unze von Othine Extrastark, und nach wenigen Anwendungen werden Sie einen schönen Gesichtsausdruck bekommen. Nur selten reicht selbst in schlimmen Fällen eine Unze nicht aus. Geld zurück, wenn Sie Ihre Sommersprossen dadurch nicht los werden.“

Diese Medikamente zur Entfernung von Sommersprossen bzw. zur generellen Hautaufhellung enthielten meist gesundheitsgefährdendes Quecksilber und verschwanden erst in den 1970er Jahren aufgrund von staatlichen Verboten endgültig vom Markt. Seither werden Bleich-Cremes für die Haut angeboten, die allerdings oftmals Hydrochinon enthalten, welchem seit Mitte der 2000er Jahre eine potentiell krebserregende Wirkung nachgesagt wird. Weitere Möglichkeiten zur Entfernung von Sommersprossen auf der Haut sind Laserbehandlungen, chemische Haut-Peelings, Retinoide-Cremes oder kryochirurgische Behandlungen. Vorbeugende Wirkung haben unter anderem Sonnenschutzpräparate für die Haut.
Im Laufe der Zeit haben sich Sommersprossen allerdings zu einem Schönheitsideal entwickelt und werden daher sogar als Permanent Make-up angeboten. Auch durch die Verwendung von Henna werden Sommersprossen im Gesicht manuell gezeichnet. Gerade durch Social-Media-Plattformen wurden sogenannte „Fake Freckles“ zum Beauty Trend.

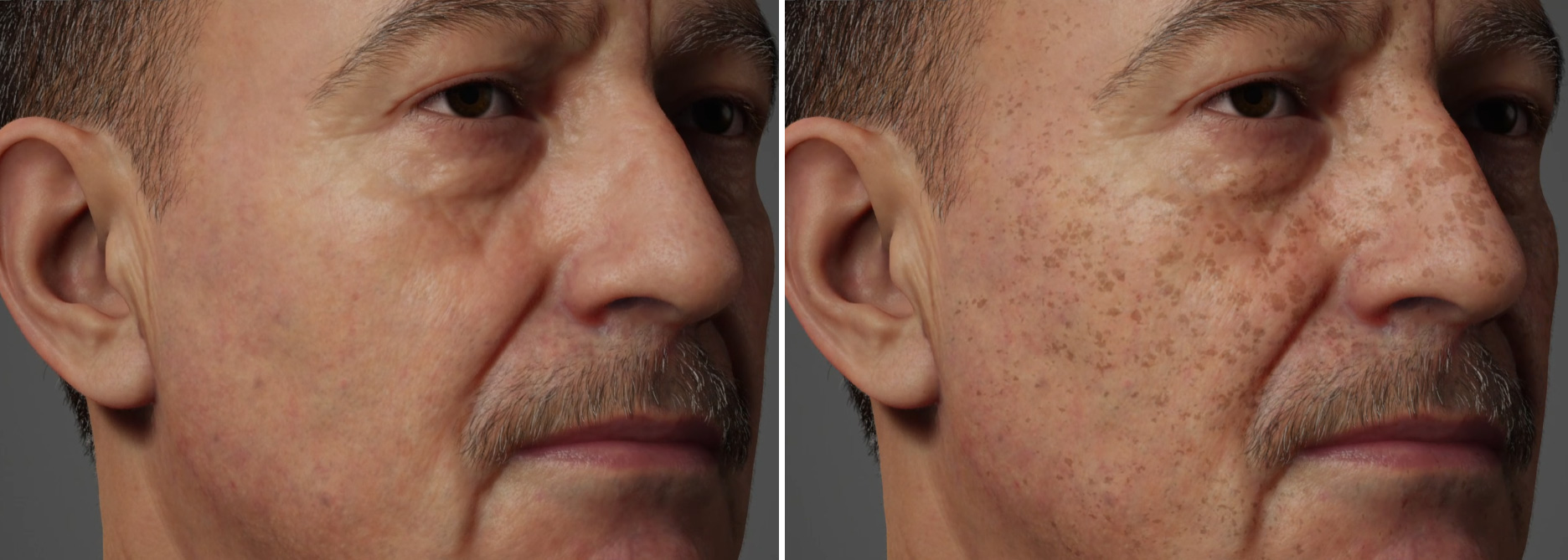
Mit KI generierte Sommersprossen auf einem 3D-Kopf

Mit einigem Aufwand kann man in der digitalen Bildbearbeitung realistisch aussehende Sommersprossen in ein Bild einbringen. Einen technischen Durchbruch brachte im Jahr 2021 die Künstliche Intelligenz in dem 3D-Programm Metahuman. Hier lassen sich Sommersprossen automatisch in beliebiger Dichte und Stärke auf (digitale) Haut auftragen.